# Bunuri mobile din domeniul etnografie clasate în patrimoniul cultural național al României aflate în județul Galați
Acestă listă conține bunurile mobile din domeniul etnografie clasate în Patrimoniul cultural național al României aflate la momentul clasării în județul Galați.

## Tezaur
| Foto | Informații generale      | Detalii tehnice                                                                | Descriere | Deținător                 | Legături |
| ---- | ------------------------ | ------------------------------------------------------------------------------ | --- | ------------------------- | -------- |
|      | Levicer                  | Datare: Înc. sec. XX Material: lână; bumbac; țesut; ales                       | Cu un prag neales și unul ales, motiv geometric "creasta cocoșului". Cromatic: negru, galben, ciclam, roșu, bej, mov, gri, portocaliu. | Muzeul de Istorie, Galați | Cimec    |
|      | Levicer                  | Datare: Înc. sec. XX Material: lână; beteală; țesut; ales cu mâna              | Cu praguri alese și nealese, motive geometrice, "coasta vacii" și fitomorfe. Cromatică: maro, portocaliu, verde, roșu, hegru, galben, mov, alb. | Muzeul de Istorie, Galați | Cimec    |
|      | Lăicer                   | Datare: Înc. sec. XX Material: lână; bumbac; țesut                             | Din lână, țesut cu ornamente florale stilizate, în culori vegetale. La un capăt franjurile tăiate. Franjuri din fire de urzeală înnodate. Lăghicerul este realizat în poduri alese. Cromatică: roșu, negru, muștar, kaki, alb, portocaliu. | Muzeul de Istorie, Galați | Cimec    |
|      | Lăicer                   | Datare: 4/4 sec. al XIX-lea                                                    | Țesut în război, cu urzeala și bătaia din lână, s-au folosit culori naturale și vegetale. Motive geometrice. Lăghicer cu romburi în cromatica: maro, kaki, grena, bej. | Muzeul de Istorie, Galați | Cimec    |
|      | Covor                    | Datare: Sec. XX - 1900 Material: lână; țesut                                   | Țesut în război cu urzeala și bătaia din lână. S-au folosit culori vegetale și naturale. Elemente decorative diverse: antropomorfe, zoomorfe, vegetale ("pomul vieții") și geometrice ("romburi") în patru registre. În registrul trei, într-un dreptunghi dentelat, inițialele V.D. S.P. și data 1900. Cromatica: portocaliu, maro, vernil, galben, roșu, gri. | Muzeul de Istorie, Galați | Cimec    |
|      | Covor                    | Datare: Înc. sec. XX Descoperit: jud. Galați, com. Corni Material: lână; țesut | Țesut în casă, urzeală și băteală din lână, culori industriale. Motive antropomorfe (fete) și geometrice ("creasta cocoșului" și "prescuri"). Cromatică: roșu, negru, ciclamen, verde, portocaliu, alb, galben, mov. | Muzeul de Istorie, Galați | Cimec    |
|      | Covor                    | Datare: Înc. sec. XX Material: Lână (urzeală și băteală); țesut                | Țesut în război, din lână, cu motive fitomorfe, geometrice și antropomorfe, în culori industriale. În câmpul central brazi și fete iar în chenar horă de baieți cu șapcă militară. Cromatică: roșu, mov, portocaliu, vernil, negru, alb, galben, roz, grena. | Muzeul de Istorie, Galați | Cimec    |
|      | Covor                    | Datare: Sec. XIX - 1875 Material: lână; țesut; "păpușat"                       | Țesut în război, din lână, în culori industriale. Chenar bogat ornamentat cu elemente antropomorfe, avimorfe, zoomorfe, vegetale și geometrice. În câmpul central motive avimorfe și geometrice. Datat 1875. Cromatica: negru, portocaliu, roșu, galben, gri, vernil, mov, alb.                                                                                 | Muzeul de Istorie, Galați | Cimec    |
|      | Covor                    | Datare: Sec. XX - 1901 Material: lână; bumbac; țesut                           | Motive astrale, geometrice pe fond roșu și chenar verde. Datat 1901. Cromatică: roșu, negru, alb, portocaliu, vernil, gri. | Muzeul de Istorie, Galați | Cimec    |
|      | Covor                    | Datare: Sec. XIX - 1899                                                        | Covor ornamentat cu cerbi, păsări și perechi de oameni. Două rânduri de chenare. Inițialele PEI și datat 1899. Cromatica: galben, roșu, verde, negru, albastru, portocaliu, alb, gri, grena, mov. | Muzeul de Istorie, Galați | Cimec    |
|      | Covor                    | Datare: 2/2 sec. XIX Material: lână; țesut                                     | Covor cu chenar în zimți de culoare roșie și fond verde. Ornamentat cu "floarea mare" și motive antropomorfe (perechi - băieți și fete) și vegetale (crenguțe). Cromatica: negru, roșu, mov, verde, galben, crem, alb, portocaliu, grena. | Muzeul de Istorie, Galați | Cimec    |
|      | Covor Autor: Dinu, Safta | Datare: Sec. XX - 1900 Material: lână; țesut                                   | Chenar pe fond roșu, câmp central fond negru cu motive antropomorfe ("mocănci"), cu inscripția "Safta Dinu". Datat 1900. Cromatică: negru, roșu, galben, gri, grena, portocaliu, verde, alb. | Muzeul de Istorie, Galați | Cimec    |
|      | Covor                    | Datare: Sec. XIX - 1865 Material: lână; bumbac; țesut                          | Ornamentat cu păsări și romburi în cârlige. Cromatică: roșu, negru, portocaliu, crem, bej, bleumarin, alb. | Muzeul de Istorie, Galați | Cimec    |
|      | Covor                    | Datare: 4/4 sec. al XIX-lea Material: lână; țesut; ales în "păpuși"            | Chenar cu motive geometrice (în "prescuri"). În câmpul central, pe fond negru, motive antropomorfe ("mocănci") și geometrice (romburi). Cromatică: negru, roșu, gri, portocaliu, kaki, mov. | Muzeul de Istorie, Galați | Cimec    |